# Nunciatura apostólica en Costa Rica
La Nunciatura Apostólica en Costa Rica es una embajada de la Santa Sede ante la República de Costa Rica con la que mantiene relaciones diplomáticas.

## Historia
La nunciatura apostólica en Costa Rica fue establecida el 30 de septiembre de 1933 con el nombramiento de Carlo Chiarlo como nuncio apostólico de Costa Rica, Honduras, Nicaragua, El Salvador y Panamá, habiendo sido él mismo el sucesor en el cargo como internuncio apostólico en Centroamérica desde el 28 de enero de 1932.

## Función
La Nunciatura Apostólica tiene como función informar, de modo estable y objetivo, a la Santa Sede sobre las condiciones de la Arquidiócesis de San José, diócesis, ordinariato militar, vicariatos apostólicos, órdenes y congregaciones religiosas que hacen vida en Costa Rica, esto para ayudar, aconsejar y colaborar con las Conferencia Episcopal de Costa Rica y con cada uno de los obispos de la República de Costa Rica, respetando naturalmente el ejercicio de la jurisdicción que le es propia; y una función diplomática, cuyo objeto es promover y favorecer las relaciones entre la Santa Sede y Panamá, favoreciendo el diálogo entre todos los ciudadanos.

## Representantes de la Santa Sede en Costa Rica
| Imagen | Nombre                 | Inicio                   | Fin                   | Detalles adicionales |
| ------ | ---------------------- | ------------------------ | --------------------- | -------------------- |
|        | Carlo Chiarlo          | 30 de septiembre de 1933 | 1940                  |                      |
|        | Luigi Centoz           | 3 de diciembre de 1941   | 26 de abril de 1952   |                      |
|        | Paul Bernier           | 7 de agosto de 1952      | 21 de mayo de 1955    |                      |
|        | Giuseppe Maria Sensi   | 21 de mayo de 1955       | 12 de enero de 1957   |                      |
|        | Gennaro Verolino       | 25 de febrero de 1957    | 2 de marzo de 1963    |                      |
|        | Paolino Limongi        | 15 de agosto de 1963     | 9 de julio de 1969    |                      |
|        | Angelo Pedroni         | 19 de julio de 1969      | 15 de marzo de 1975   |                      |
|        | Lajos Kada             | 20 de junio de 1975      | 8 de abril de 1984    |                      |
|        | Pier Giacomo De Nicolò | 14 de agosto de 1984     | 11 de febrero de 1993 |                      |
|        | Giacinto Berloco       | 17 de julio de 1993      | 5 de mayo de 1998     |                      |
|        | Antonio Sozzo          | 23 de mayo de 1998       | 17 de julio de 2003   |                      |
|        | Osvaldo Padilla        | 31 de julio de 2003      | 12 de abril de 2008   |                      |
|        | Pierre Nguyen Van Tot  | 13 de mayo de 2008       | 22 de marzo de 2014   |                      |
|        | Antonio Arcari         | 5 de julio de 2014       | 25 de mayo de 2019    |                      |
|        | Bruno Musarò           | 29 de agosto de 2019     | 11 de julio de 2023   |                      |
|        | Mark Gerard Miles      | 9 de julio de 2024       | En el cargo           |                      |